# كولن كامبل (لاعب كريكت)
كولن كامبل (11 أغسطس 1977 في المملكة المتحدة - )  (بالإنجليزية: Colin Campbell)‏ هو لاعب كريكت بريطاني. شارك مع منتخب إنجلترا للكريكت. أما مع النوادي، فقد لعب مع نادي مقاطعة دورهام للكريكت ‏.